# Wittorf-Affäre
Die Wittorf-Affäre war eine öffentlich bekannt gewordene Unterschlagungsaffäre in der Weimarer Republik innerhalb der KPD im Verlauf des zweiten Halbjahrs 1928. Sie wurde durch den Vertuschungsversuch des KPD-Funktionärs John Wittorf und der damit verbundenen Falschbeschuldigung des unbeteiligten Kassierers Hugo Dehmel ausgelöst. Wittorf selbst hatte sich während des Wahlkampfes zur Reichstagswahl 1928 1800 bis 3000 Reichsmark aus der Wahlkampfkasse der Hamburger Bezirksleitung angeeignet. Im Zuge der Affäre musste Ernst Thälmann im Rahmen der innerparteilichen Aufklärung sein Amt als Vorsitzender der KPD ruhen lassen.

## Hintergrund
Der KPD-Vorsitzende sowie Freund und Förderer Wittorfs, Ernst Thälmann, wusste um die Unterschlagung, verschwieg sie aber aus wahlkampftaktischen Motiven. Stattdessen wurde der an den Unterschlagungen unbeteiligte Kassierer der Bezirksleitung Hugo Dehmel belangt. Nachdem Gerüchte über die Unterschlagungen in die Presse durchgesickert waren, schloss das ZK der KPD am 26. September 1928 Wittorf und die drei Hamburger Funktionäre Willy Presche, Ludwig Riess und John Schehr aus der Partei aus. Letztere hatten im Geheimen versucht, die Affäre aufzuklären. Thälmann wurde gezwungen, sein Parteiamt bis zur endgültigen Klärung des Falles ruhen zu lassen. Hierzu fassten die anwesenden Mitglieder des Zentralkomitees einen einstimmigen Beschluss. Eine darüber hinausgehende Absetzung Thälmanns, wie in einzelnen Quellen behauptet, fand nicht statt.
Die Beschädigung Thälmanns passte jedoch nicht in die Pläne Stalins, der bereits 1925 für eine Stärkung von Thälmanns Positionen sorgte, um mit seiner Hilfe den „ultralinken“ KPD-Kurs Ruth Fischers und Arkadi Maslows zu bekämpfen. Stalin wollte Thälmann weiterhin als bewährten Verbündeten behalten, um die KPD von rechten und linken Tendenzen zu säubern. In einem Telegramm an Molotow vom 1. Oktober 1928 sprach Stalin sich für Thälmann aus: Dessen Beweggründe seien „uneigennützig“ gewesen. „Keinerlei mildernde Umstände“ sah Stalin hingegen in Bezug auf die ZK-Mitglieder und „Versöhnler“ Arthur Ewert und Gerhart Eisler, die seiner Meinung nach ihre fraktionellen Interessen über die der Partei und der Komintern gestellt hatten.
Stalins Haltung wurde zur Handlungsmaxime: Bereits am 6. Oktober 1928 fasste das Exekutivkomitee der Kommunistischen Internationale einen Beschluss, in dem es Thälmann „das volle politische Vertrauen“ aussprach. Schließlich beschloss das ZK der KPD am 20. Oktober 1928 auf Druck aus Moskau und nach hartnäckigem Widerstand einiger namhafter Funktionäre die Bestätigung Thälmanns als Parteivorsitzendem.

## Rezeption
Die Wittorf-Affäre war nach Einschätzung der Herausgeber der Dokumentenedition Der Thälmann-Skandal ein letzter Schritt zur Stalinisierung der KPD und verdeutlichte die Ausdehnung Stalinscher Kaderpolitik auf ausländische kommunistische Parteien. Dabei stützte sich der sowjetische Führer auf loyale „Aufsteiger“, um tatsächliche und vermeintliche politische Widersacher auszuschalten. Die Diskussion in der Komintern um die Bestätigung Thälmanns hatte für andere kommunistische Parteien, darunter die KP Italiens, weitreichende Konsequenzen.